# Jacques Thubé
Jacques Marie Thubé, né le 20 juin 1883 à Chantenay et mort le 14 mai 1969 à Nantes, est un marin français.

## Biographie

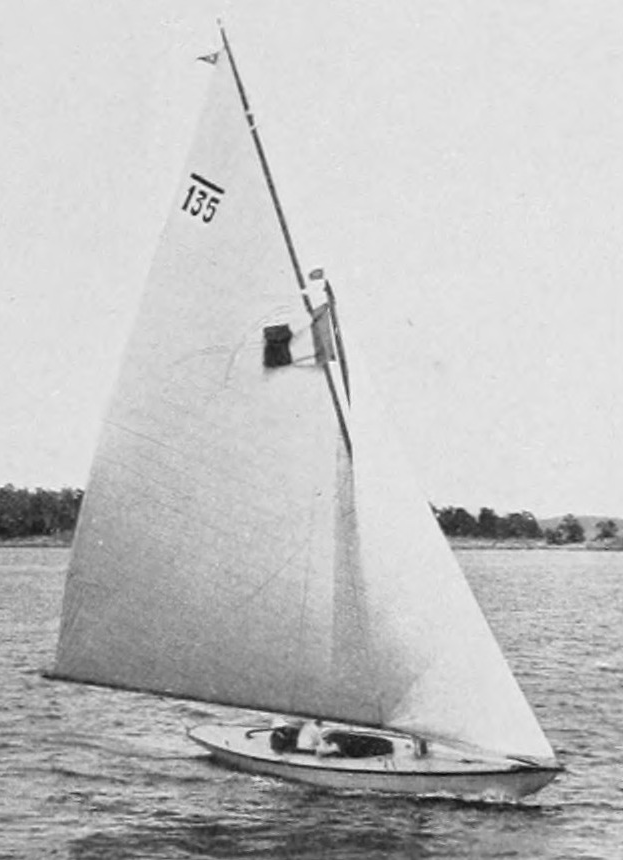
Le 6 m JI, Jauge internationale, Mac Miche, médaille d'or dans sa catégorie avec les frères Thubé

Jacques Thubé est le fils de l'armateur nantais Gaston Thubé et de Marie Amélie Lourmand. Il est donc l'oncle des frères René, Michel et Gwenn-Aël Bolloré.
Avec ses frères Amédée et Gaston, il est sacré champion olympique de voile en épreuve de 6 mètres JI aux Jeux olympiques d'été de 1912 de Stockholm.